# Region San Juan-Laventille
San Juan-Laventille – jeden z dziewięciu regionów Trynidadu i Tobago. Powierzchnia tej Korporacji wynosi 220,39 km² i jest ósmą co do wielkości. Siedzibą władz jest Laventille.

## Największe miasta
- Laventille
- San Juan
- Barataria
- Morvant
- Saint Joseph